# Tacurong
Tacurong is een stad in de Filipijnse provincie Sultan Kudarat op het eiland Mindanao. Bij de laatste census in 2007 had de stad bijna 83 duizend inwoners.

## Geografie

### Bestuurlijke indeling

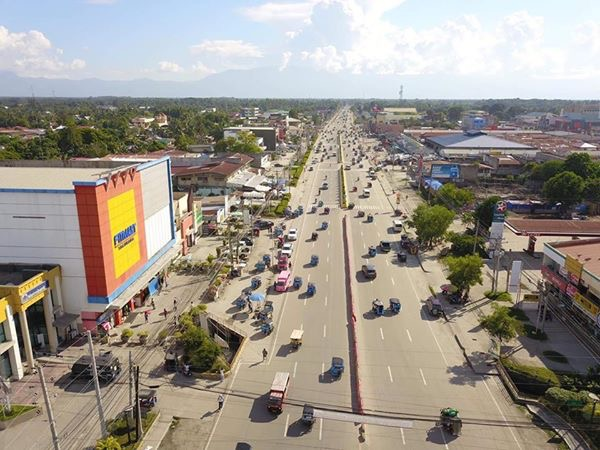
Tacurong (2019)

Tacurong is onderverdeeld in de volgende 20 barangays:
| - Baras - Buenaflor - Calean - Carmen - D'Ledesma - Gansing - Kalandagan - Lower Katungal - New Isabela - New Lagao | - New Passi - Poblacion - Rajah Nuda - San Antonio - San Emmanuel - San Pablo - Upper Katungal - Tina - San Rafael - Lancheta |

## Demografie
Tacurong had bij de census van 2007 een inwoneraantal van 82.546 mensen. Dit zijn 6.192 mensen (8,1%) meer dan bij de vorige census van 2000. De gemiddelde jaarlijkse groei komt daarmee uit op 1,08%, hetgeen lager is dan het landelijk jaarlijks gemiddelde over deze periode (2,04%). Vergeleken met de census van 1995 is het aantal mensen met 12.724 (18,2%) toegenomen.

De bevolkingsdichtheid van Tacurong was ten tijde van de laatste census, met 82.546 inwoners op 153,4 km², 538,1 mensen per km².

## In het nieuws
De stad is in het recente verleden diverse malen opgeschrikt door bomaanslagen:
- In januari 2003 kwamen 8 mensen om bij een aanslag met een granaat op het centrale plein van de stad. Hierbij raakten 33 anderen ernstig gewond;
- Twee maanden later was er opnieuw een bomaanslag in de stad. Hierbij viel een dode en raakten twee mensen gewond;
- In oktober 2006 kwamen twee mensen om bij een bomaanslag op de markt van de stad. Minstens vier anderen raakten hierbij gewond.
- Op 8 mei 2007 vielen opnieuw acht doden en raakten minstens 30 mensen gewond bij een bomaanslag voor een restaurant op de hoek van Bonifacio Street en Magsaysay Street.

Bagumbayan · Columbio · Esperanza · Isulan · Kalamansig · Lambayong · Lebak · Lutayan · Palimbang · President Quirino · Sen. Ninoy Aquino · Tacurong